# Jyrki Katainen
Jyrki Katainen, né le 14 octobre 1971 à Siilinjärvi, est un homme d'État finlandais membre du Parti de la coalition nationale (Kok). Il est Premier ministre du 22 juin 2011 au 24 juin 2014. En juillet 2014, il est nommé commissaire européen aux Affaires économiques et monétaires.
Élu député au Parlement en 1999, il devient deux ans plus tard vice-président du Kok. Porté à la présidence du parti en 2004, à seulement 32 ans, il est nommé Vice-Premier ministre et ministre des Finances dans la coalition gouvernementale dirigée par Matti Vanhanen, puis Mari Kiviniemi, à partir de 2007.
Ayant remporté les élections législatives d'avril 2011 d'une courte tête, il devient deux mois plus tard Premier ministre de Finlande, à la tête d'une coalition de six partis, dont trois de gauche. En 2014, l'Alliance de gauche se retire de la majorité. Il annonce la même année qu'il quittera le pouvoir après les élections européennes pour rejoindre les institutions communautaires.

## Biographie

### Des études au Conseil d'administration de la YLE
Il achève ses études secondaires en 1990, et intègre l'université de Tampere où il obtient une maîtrise de sciences sociales huit ans plus tard. Quant à son expérience professionnelle, il a siégé au conseil d'administration de la radio-télévision publique (YLE) entre 2003 et 2005.

### Mariage
Il est le fils de Yrjö Katainen, mécanicien aéronautique, et de Marja Kinnunen, qui avait un emploi d'assistante de gestion. Il a épousé en 2003 Mervi Marika Kuittinen, avec qui il a eu deux enfants : Saara, née en 2005, et Veera, venue au monde en 2009. Il réside aujourd'hui encore à Siilinjärvi.

### L'ascension d'un militant
Après avoir été vice-président de la Ligue de la jeunesse du Kok (KNL) entre 1994 et 1995, il prend en 1999 la présidence du conseil du parti pour un an, puis devient vice-président de la formation en 2001. Le 5 juin 2004, à l'âge de 32 ans, Jyrki Katainen est élu président du Parti de la Coalition nationale (Kok).
Il a par ailleurs été vice-président des Jeunes du Parti populaire européen (YEPP) de 1998 à 2000, et occupe depuis 2005 l'une des vice-présidences du Parti populaire européen (PPE).

### Vers une carrière parlementaire
Entré au conseil municipal de Siilinjärvi en 1993, il en est vice-président de 1997 à 1998, et siège au conseil régional de Savonie du Nord, dont il est premier vice-président pendant trois ans à partir de 2001, entre 1997 et 2004. En 1999, il est élu député de la circonscription de Kuopio à la Diète nationale. Il est réélu pour un deuxième mandat quatre ans plus tard, mais dans la circonscription de Savonie du Nord, et intègre alors le conseil de la présidence, qui établit l'ordre du jour parlementaire.

### Ministre des Finances

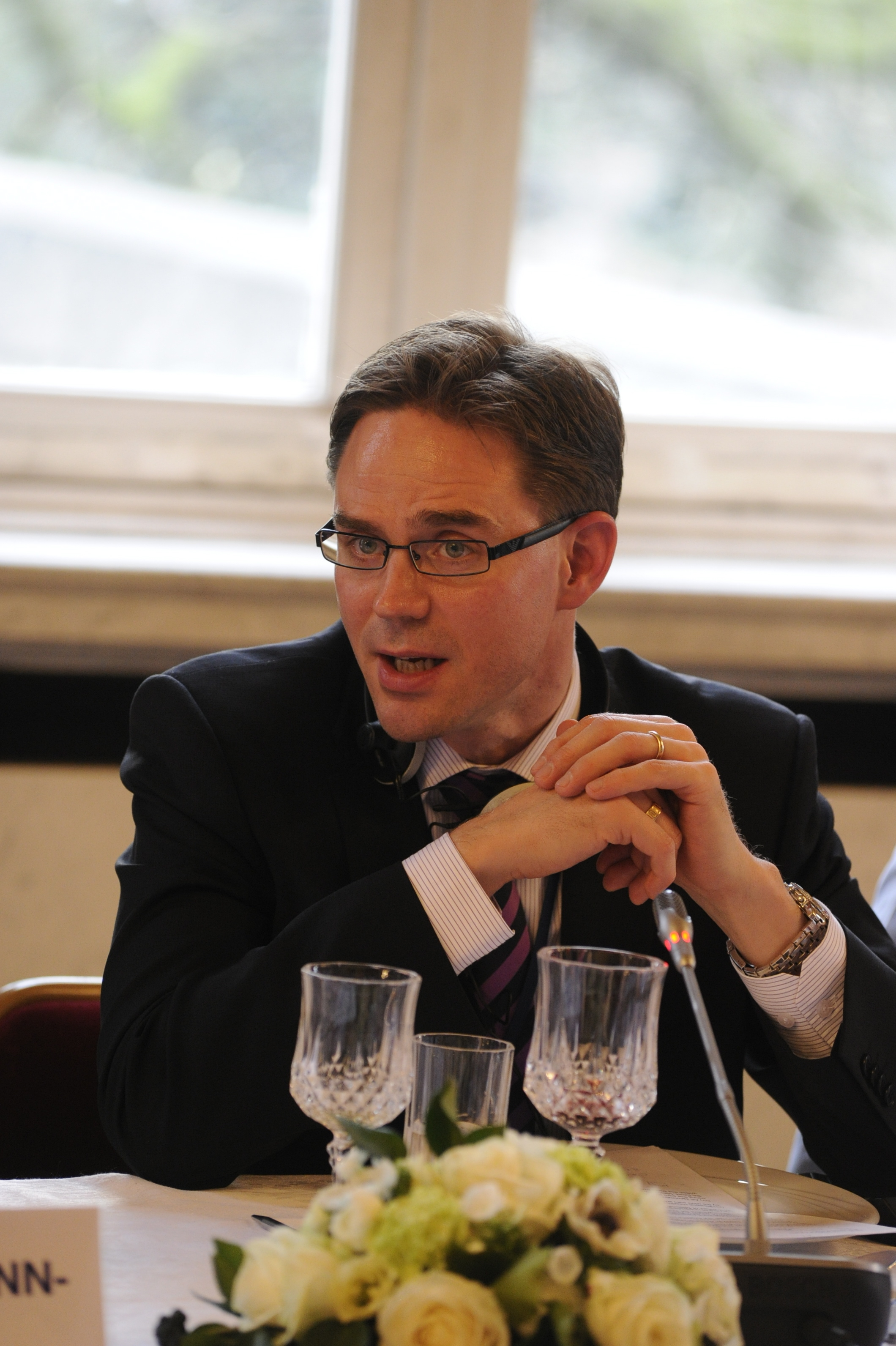
Jyrki Katainen, alors ministre des Finances, en mars 2010.

Le 19 avril 2007, un mois après les élections législatives au cours desquelles le Kok a obtenu 50 sièges sur 200, contre 40 lors du scrutin précédent, Jyrki Katainen est nommé ministre des Finances et suppléant du Premier ministre dans la coalition gouvernementale de centre droit dirigée par le centriste Matti Vanhanen. Il est reconduit le 22 juin 2010 lorsque Mari Kiviniemi succède à Vanhanen comme chef du gouvernement. Bien que cela ne relève pas de ses attributions, il est favorable à une adhésion du pays à l'OTAN, un sujet de controverse en Finlande, même s'il estime que l'absence de consensus constitue pour l'instant un obstacle et qu'un référendum sera nécessaire sur cette question.
Chef de file du Kokoomus pour les élections législatives du 17 avril 2011, son parti est alors en tête des intentions de vote, lui-même devançant le Premier ministre, Mari Kiviniemi, dans les enquêtes d'opinion et n'excluant pas une coalition qui inclurait le parti populiste et eurosceptique des Vrais Finlandais (PS). Il s'impose le jour du scrutin avec 20,4 % des voix et 44 députés sur 200, en recul de six sièges par rapport à 2007, juste devant le Parti social-démocrate de Finlande (SDP) et les Vrais Finlandais.

### Premier ministre de Finlande
Dans les semaines qui suivent le scrutin, il échoue à rallier les Vrais Finlandais, puis à constituer une coalition arc-en-ciel avec les sociaux-démocrates et les anciens communistes, et enfin à former une alliance de centre-droit avec les centristes.  Il parvient finalement à un accord à six avec le Parti social-démocrate de Finlande, l'Alliance de gauche (Vas), tous deux revenus dans la négociation, la Ligue verte (Vihr), le Parti populaire suédois de Finlande (SFP) et les Chrétiens-démocrates (KD), qui disposent ensemble de 125 députés sur 200.
Le 22 juin 2011, Jyrki Katainen est investi Premier ministre de Finlande par la Diète nationale, par 118 voix contre 72, devenant le premier conservateur à prendre la direction du gouvernement depuis vingt ans. Il nomme ensuite un gouvernement de dix-huit ministres, dont six sont issus de son parti.
L'économie finlandaise est alors confrontée à la perte de vitesse de Nokia, la plus grande entreprise finlandaise, et à la surcapacité des entreprises forestières du pays. Face à ces difficultés, le gouvernement est contraint de retarder les réformes structurelles parce que les partis socialistes du cabinet à six étaient opposés aux nouvelles mesures[réf. nécessaire]. En septembre 2013, le cabinet à six présente des plans de réforme. Katainen a toutefois déclaré que de nouvelles baisses des dépenses pourraient être nécessaires.
Il défend une stricte politique d'austérité tant en Finlande qu'à l'échelle européenne et pose des conditions encore plus dures que l’Allemagne et les Pays-Bas à l'égard de la Grèce en échange d'un « plan de sauvetage ». Selon Mediapart, la réduction des dépenses publiques entreprise par son gouvernement a accéléré le déclin économique du pays ; en 2014, le PIB finlandais était inférieur de 2,8 % à celui de 2011 et de 5,8 % à celui de 2008. 
Pendant son gouvernement, la dette de la Finlande passe de 34 % à 60 % du PIB. 

### Commissaire auprès de l'Union européenne
Au mois d'avril 2014, il annonce vouloir quitter le pouvoir à l'issue des élections européennes du 25 mai 2014 afin de rejoindre les institutions communautaires. Le ministre des Affaires européennes Alexander Stubb est élu le 14 juin président du Parti de la Coalition nationale et positionne comme le favori pour prendre la direction de l'exécutif. Katainen dépose sa démission au président de la République, Sauli Niinistö le 16 juin et est choisi deux jours plus tard par le gouvernement comme futur commissaire européen, en remplacement d'Olli Rehn. Ce dernier ayant été élu député au Parlement européen, Katainen est appelé à devenir commissaire aux Affaires économiques et monétaires en attendant la fin du mandat de la commission Barroso II.